# Schuppenwachtel
Die Schuppenwachtel (Callipepla squamata) ist ein in den Halbwüsten des Südwestens der Vereinigten Staaten und in Zentral-Mexiko vorkommender Vogel.

## Beschreibung
Die Schuppenwachtel ist mit 22–29 cm Körperlänge kleiner als ein Rebhuhn und wiegt 151–202 g. Sie ist eine relativ plump wirkende Zahnwachtel mit relativ kurzem Schwanz und gerundeten Flügeln. Die Färbung wirkt überwiegend bläulich-grau mit einem ausgedehnten Schuppenmuster und einer recht kurzen, aber auffällig weißen Federhaube. Der Schnabel ist schwärzlich; die Beine und Füße sind grau. Die Iris ist braun. Die Geschlechter unterscheiden sich nur geringfügig. Hennen sind etwas kleiner, haben eine etwas kürzere Haube und dunkelbraune Schaftstreifen an Kopfseiten und Kehle.
Bei adulten Vögeln sind Kopf, Oberseite, Flügel und Schwanz graubraun gefärbt; die zur Haube verlängerten Scheitelfedern am Ende weiß. Das Blaugrau des Halses, des oberen Rückens und der Brust verläuft zum Bauch hin in das gelbliche Beige der Unterseite und das fahle Rötlich-Gelb der Unterschwanzdecken. Die gesamte Partie wirkt durch schwarze Federsäume kräftig geschuppt. Die Flanken sind grau und zeigen breite, weißliche Schaftstreifen. Die inneren Schulterfedern und Armschwingen sind auf den Innenfahnen weiß gesäumt. Die äußeren Steuerfedern tragen einen weißen Spitzensaum.

## Verbreitung und Bestand
Das Verbreitungsgebiet der Schuppenwachtel deckt sich nahezu mit der Ausdehnung der Chihuahua-Wüste und den angrenzenden Wüstensteppen. Es reicht vom südöstlichen Arizona, dem Norden New Mexicos, der östlichen Mitte Colorados und dem südwestlichen Kansas südwärts durch West-Oklahoma, die westliche Mitte und den Süden von Texas bis nach Nord- und Zentralmexiko. Dort erstreckt sich das Areal vom Nordosten Sonoras, Chihuahua und Coahuila ostwärts bis Nuevo León und Tamaulipas sowie südwärts durch Durango und San Luis Potosí bis in den Nordosten von Jalisco, nach Guanajuato, Querétaro und den Nordwesten Hidalgos. Einbürgerungen oder Einbürgerungsversuche gab es auf Hawaii, im mittleren Washington, im Osten Nevadas und in Nebraska.
Die Schuppenwachtel ist nicht bedroht, der Bestand wird auf über 1 Million Exemplare geschätzt. Die Art ist in den USA ein bedeutendes Jagdwild und ist seit den 1960er Jahren stark im Bestand zurückgegangen. Die Ursachen hierfür sind die Zerstörung von Halbwüstenlandschaften und die Bekämpfung von Mesquiten. In Mexiko hat die Art hingegen durch die Rodung von Kiefern- und Eichenwäldern sowie eine starke Überweidung profitiert. Hier ist sie recht häufig.

## Geografische Variation
Es werden vier Unterarten anerkannt, die sich vorwiegend durch die Färbung der Oberseite unterscheiden. Dabei ist C. s. pallida die hellste Form und C. s. castanogastris die dunkelste. Diese hat zudem einen kastanienfarbenen Bauch. C. s. hargravi ähnelt der Nominatform.
- C. s. hargravi Rea, 1973 – südöstliches Colorado, südwestliches Kansas, nördliches New Mexico, westliches Oklahoma und nordwestliches Texas
- C. s. pallida Brewster, 1881 – vom südlichen Arizona, dem südlichen New Mexico und dem westlichen Texas bis ins nördliche Chihuahua und den Norden Sonoras
- C. s. squamata (Vigors, 1830) – nördliches Sonora und nördliches Tamaulipas südwärts bis ins Tal von Mexiko
- C. s. castanogastris Brewster, 1883 – südliches Texas und nordöstliches Mexiko

## Lebensraum
Die Schuppenwachtel besiedelt Halbwüsten und aride Gebüschformationen, wobei sie abwechslungsreichere Flächen mit 1–7 m hohen Sträuchern und anthropogenen Strukturen bevorzugt, zu eintöniges Grasland aber meidet. Entscheidend für ein Vorkommen ist oft das Vorhandensein von Wasserstellen, die Art nimmt aber auch weitere Flugstrecken zum Trinken in Kauf. Die Höhenverbreitung reicht von der Ebene bis in 2450 m Höhe, in Mexiko von 1000 bis 2000 m.

## Ernährung
Die Schuppenwachtel zeigt ein recht breites Nahrungsspektrum, das vorwiegend aus Sämereien, aber auch aus Insekten und grüner Pflanzennahrung oder Früchten besteht. In Texas zählten Samen von Prosopis glandulosa, Sonnenblumen, Salzkräutern und Sorghumhirsen, Blätter von Krameria lanceolata und Tragant sowie Heuschrecken und Käfer zur häufigsten Nahrung. In Mexiko wurden Sämereien von Zweizähnen, Rispenhirsen, Kornraden (Agrostemma), Croton und Sorghum halepense sowie Früchte von Melden oder Mahonien gefressen.

## Fortpflanzung
Die Brutzeit der Schuppenwachtel liegt recht spät zwischen Juni und September und reicht bisweilen in den Oktober hinein, so dass durch sommerliche und herbstliche Regenfälle die Bedingungen für Zweitbruten oder Nachgelege verbessert sein können.
Das Nest wird meist in der schützenden Vegetation errichtet, wie beispielsweise unter Seifen-Palmlilien, Blaugrünen Palmlilien, Salvia eremostachya oder verschiedenen Gräsern. Das Gelege besteht meist aus 12–14, seltener 9–16 Eiern, die 32,5 × 25 mm groß sind und auf mattweißem Grund braun oder weiß gesprenkelt sind. Sie werden vom Weibchen 21–23 Tage lang bebrütet. Die Rolle der Geschlechter ist teilweise ungeklärt. Manchmal beteiligt sich das Männchen kaum am Brutgeschäft, manchmal übernimmt es die gesamte Jungenaufzucht, während das Weibchen eine Zweitbrut tätigt.